# Луанґпхабанґ
Луанґпхабанґ, Луангпхабанг, Луанг-Прабанг (лаос. Luang Prabang ຫລວງພະບາງ) — місто в Лаосі, населення близько 50 тисяч жителів (2005).
До утворення Лаоської Народно-Демократичної Республіки в 1975 році Луанґпхабанґ був також столицею однойменного королівства, вважався «королівською столицею», тому що там знаходилася ставка короля Лаосу.
Місто Луанґпхабанґ охороняється ЮНЕСКО як об'єкт всесвітньої спадщини.

## Клімат
Місто знаходиться у зоні, котра характеризується вологим субтропічним кліматом. Найтепліший місяць — травень із середньою температурою 28.9 °C (84 °F). Найхолодніший місяць — січень, із середньою температурою 20.6 °С (69 °F).
| Клімат Луанґпхабанґа    | Клімат Луанґпхабанґа | Клімат Луанґпхабанґа | Клімат Луанґпхабанґа | Клімат Луанґпхабанґа | Клімат Луанґпхабанґа | Клімат Луанґпхабанґа | Клімат Луанґпхабанґа | Клімат Луанґпхабанґа | Клімат Луанґпхабанґа | Клімат Луанґпхабанґа | Клімат Луанґпхабанґа | Клімат Луанґпхабанґа | Клімат Луанґпхабанґа |
| Показник                | Січ.                 | Лют.                 | Бер.                 | Квіт.                | Трав.                | Черв.                | Лип.                 | Серп.                | Вер.                 | Жовт.                | Лист.                | Груд.                | Рік                  |
| Абсолютний максимум, °C | 39                   | 38                   | 41                   | 45                   | 43                   | 40                   | 38                   | 40                   | 38                   | 38                   | 36                   | 32                   | 45                   |
| Середній максимум, °C   | 27                   | 31                   | 33                   | 35                   | 35                   | 33                   | 32                   | 32                   | 32                   | 31                   | 29                   | 27                   | 32                   |
| Середня температура, °C | 20                   | 22                   | 25                   | 27                   | 28                   | 28                   | 27                   | 27                   | 27                   | 25                   | 23                   | 21                   | 25                   |
| Середній мінімум, °C    | 13                   | 14                   | 17                   | 20                   | 22                   | 23                   | 23                   | 23                   | 22                   | 20                   | 17                   | 15                   | 19                   |
| Абсолютний мінімум, °C  | 0                    | 7                    | 8                    | 13                   | 12                   | 13                   | 15                   | 13                   | 10                   | 12                   | 6                    | 1                    | 0                    |
| Норма опадів, мм        | 10                   | 10                   | 30                   | 100                  | 160                  | 150                  | 230                  | 290                  | 160                  | 70                   | 30                   | 10                   | 1300                 |
| Днів з дощем            | 1                    | 1                    | 2                    | 5                    | 5                    | 10                   | 13                   | 15                   | 9                    | 6                    | 3                    | 1                    | 77                   |
| Вологість повітря, %    | 70                   | 62                   | 58                   | 58                   | 62                   | 71                   | 71                   | 78                   | 72                   | 71                   | 70                   | 71                   | 68                   |
| ----------------------- | -------------------- | -------------------- | -------------------- | -------------------- | -------------------- | -------------------- | -------------------- | -------------------- | -------------------- | -------------------- | -------------------- | -------------------- | -------------------- |
| Джерело: Weatherbase    |                      |                      |                      |                      |                      |                      |                      |                      |                      |                      |                      |                      |                      |

## Галерея

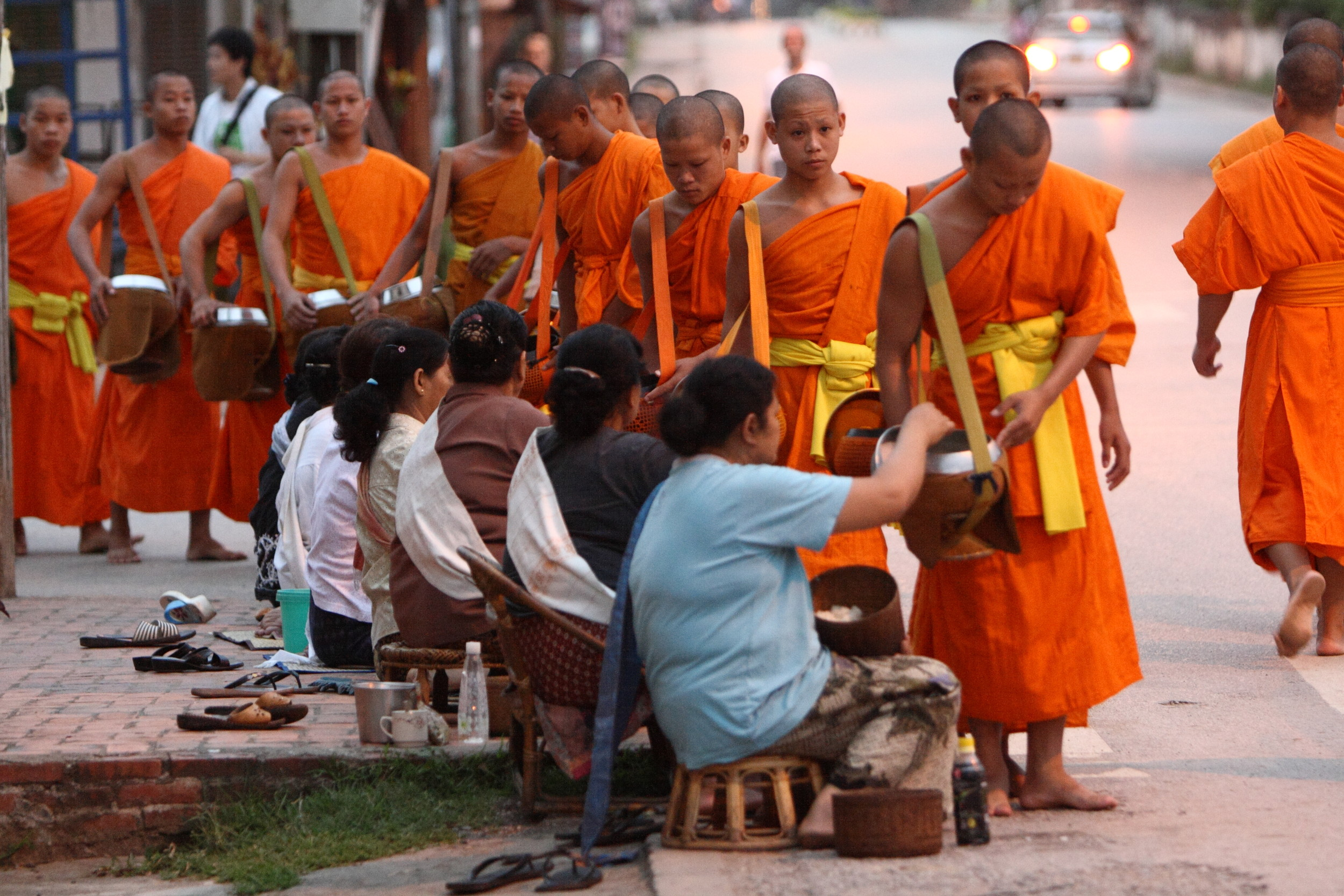
Monks collecting alms at dawn, Luang Prabang
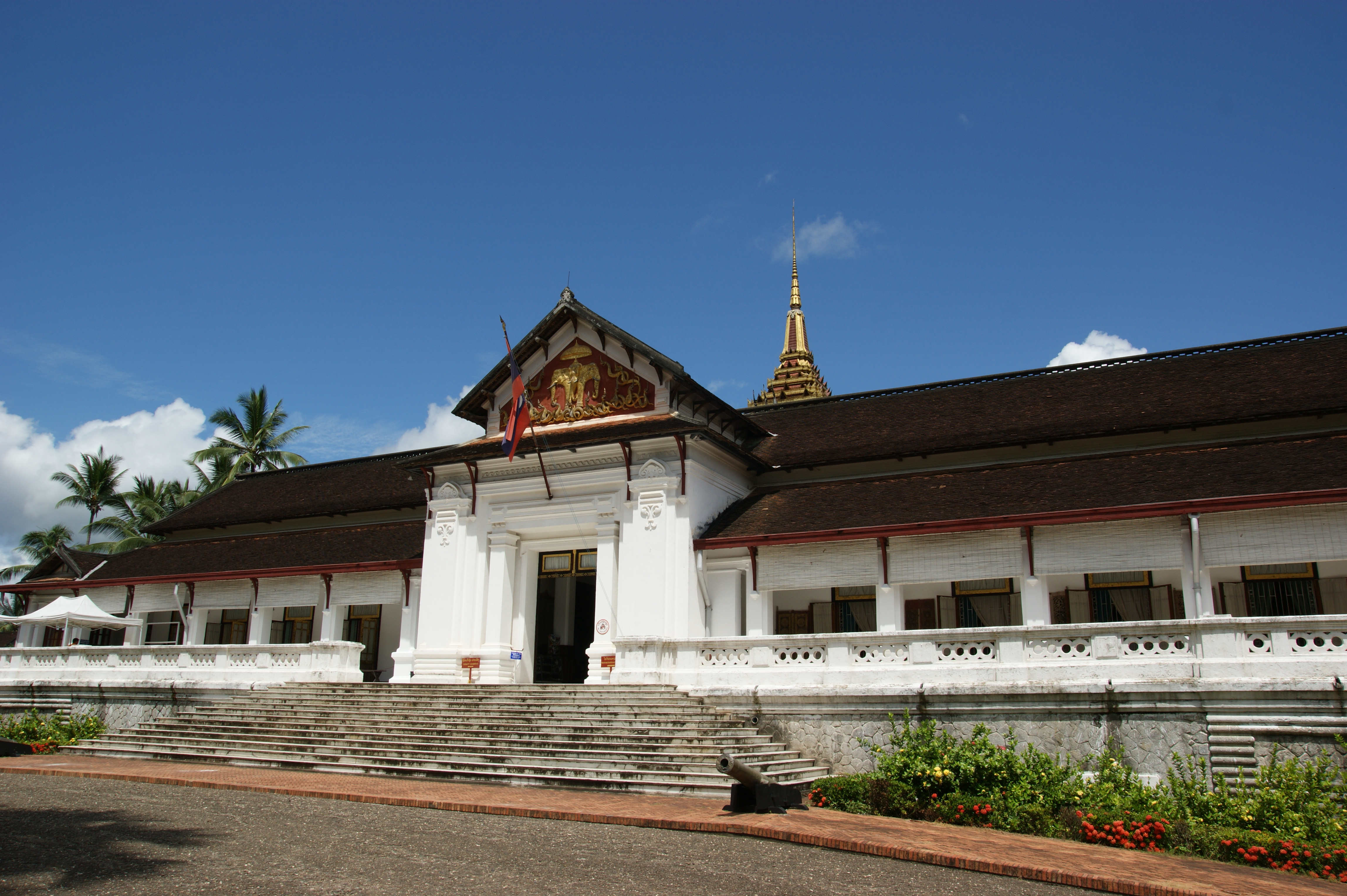
Royal Palace, Luang Prabang
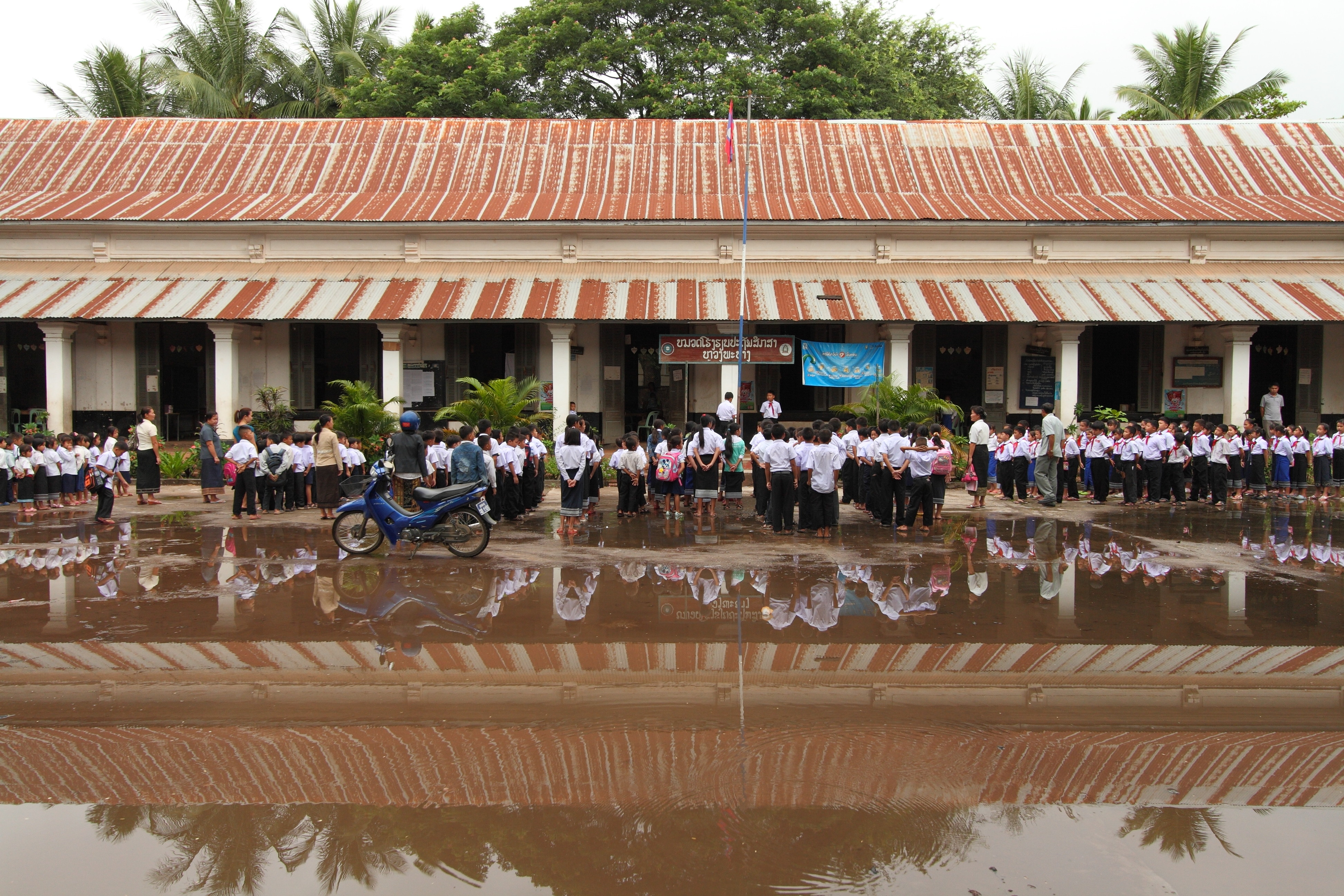
Primary school, Luang Prabang
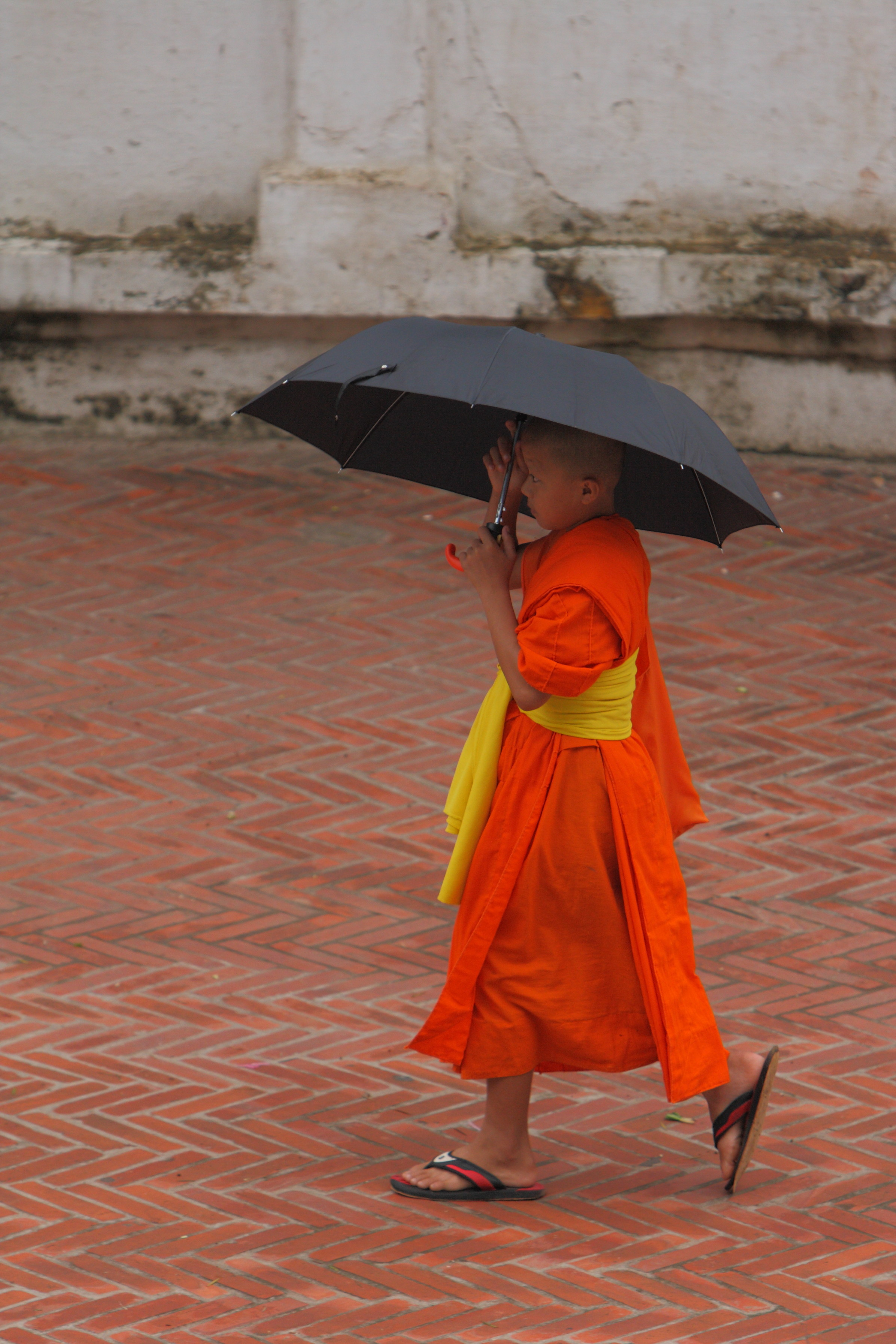
A young monk, Luang Prabang
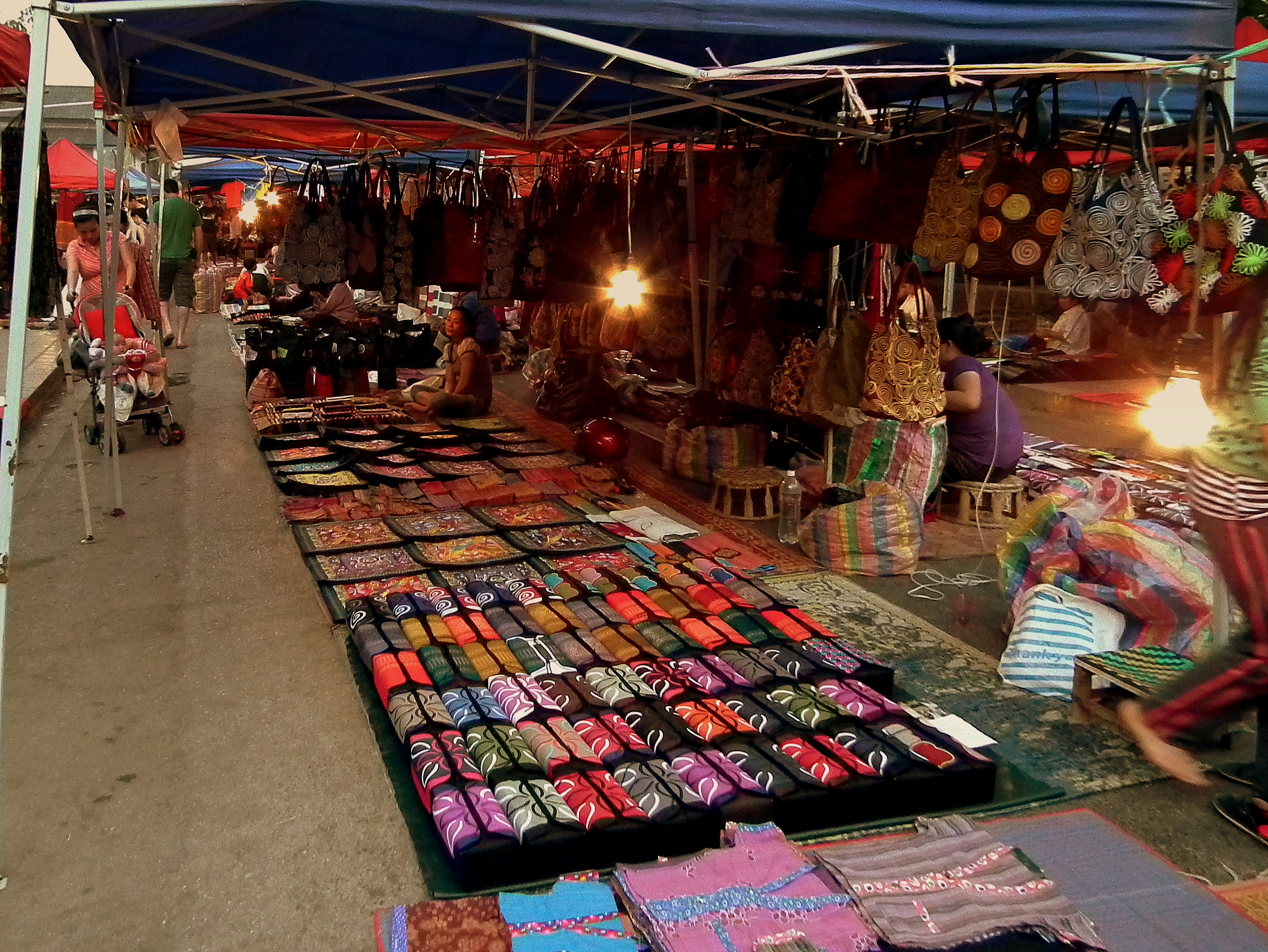
Luang Prabang night market
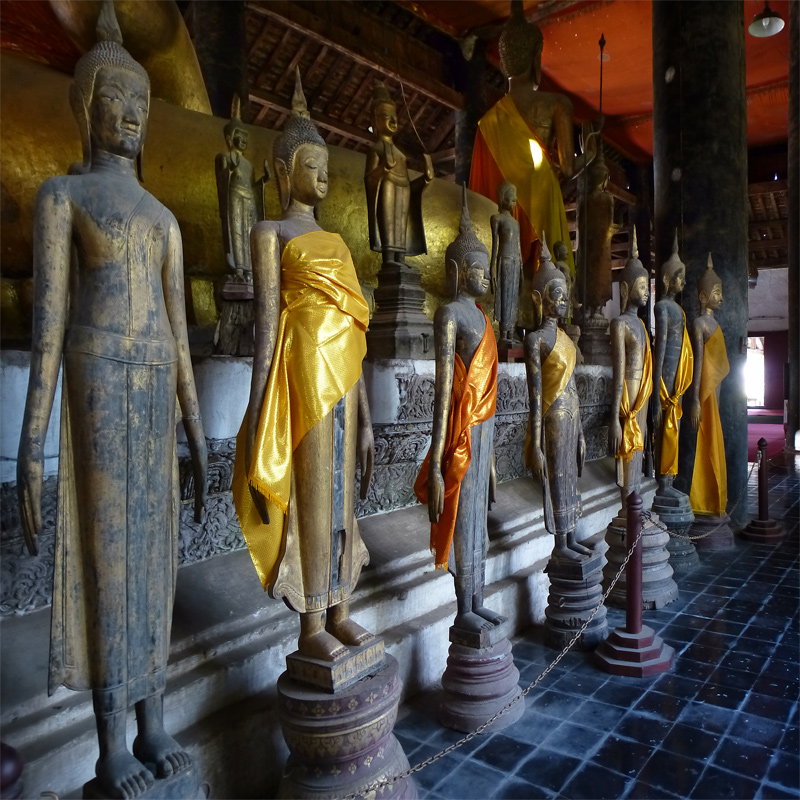
Buddha images at Vat Visounarath
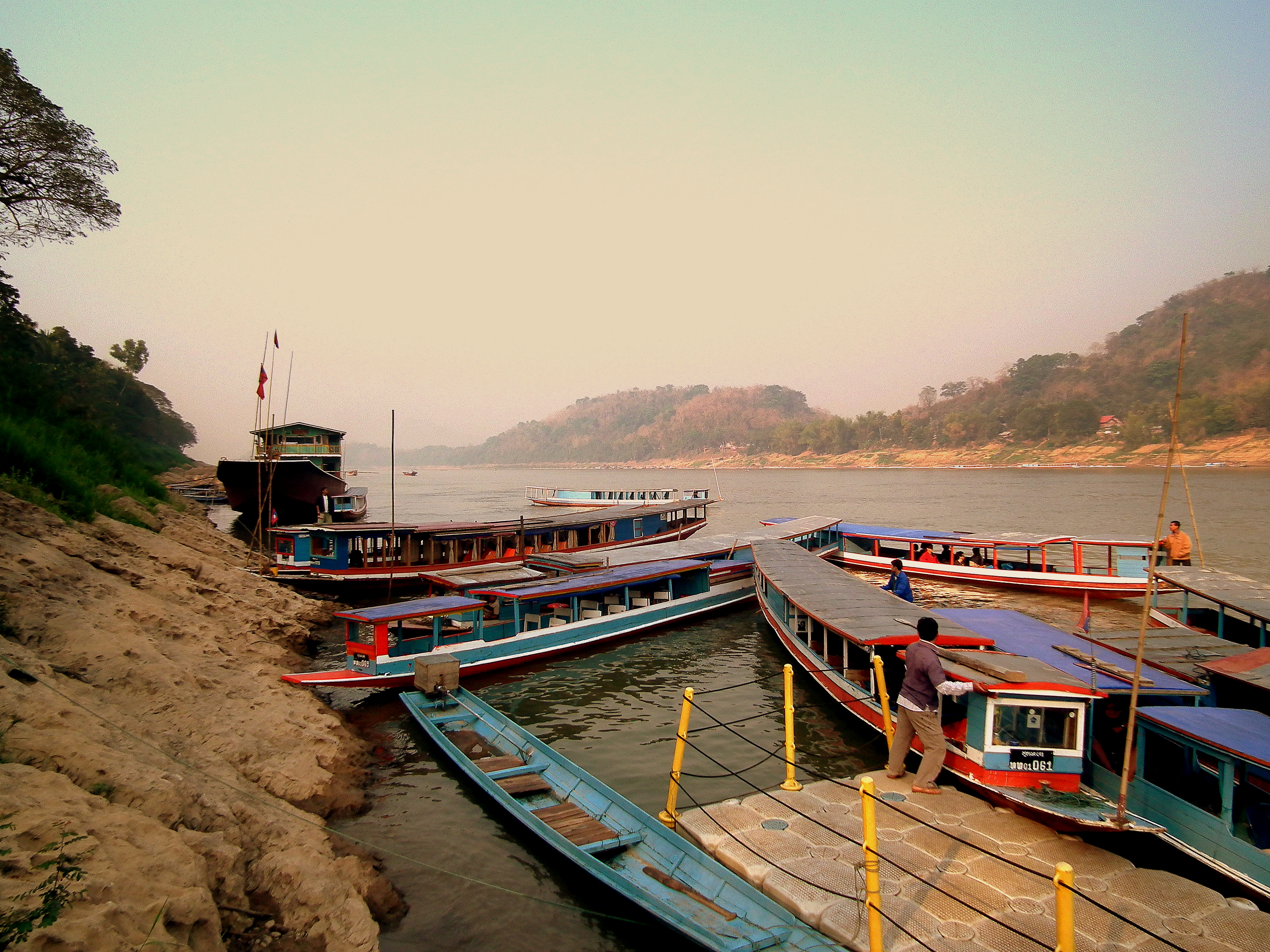
Boats on the Mekong at Luang Prabang